# راه هوایی
راه هوایی یا مجرای تنفسی (به انگلیسی: Respiratory tract) در انسان، بخشی از آناتومی دستگاه تنفس است که در روند تنفس به شکل مستقیم نقش ایفا می‌کند.
هوا از راه بینی یا دهان تنفس شده و در حفره بینی یک لایه از غشای مخاطی بینی آلودگی‌ها و مواد مضر موجود در هوا را فیلتر و جذب می‌کند. در مرحله بعد هوا وارد حلق که خود یک چهارراه بین مری و حنجره است می‌شود. در ابتدای حنجره اپیگلوت وجود دارد که در هنگام ورود هوا از بالای حنجره به کنار رفته و اجازه ورود هوا به تراشه را می‌دهد و در هنگام غذا خوردن ورودی حنجره را می‌بندد و مانع وارد شدن غذا به راه هوایی می‌شود.
بعد از حنجره، هوا وارد نای می‌شود و پس از آن وارد نایژه راست و نایژه چپ می‌شود. هرکدام از نایژه‌ها به واحدهای کوچکتری تقسیم می‌شوند که به آن نایژک می‌گویند و در نهابت نایژک‌ها در انتها به کیسه هوایی یا آلوئول (به انگلیسی: Alveol) تنفسی ختم می‌شوند که در آن تبادل گازهای تنفسی در آن صورت می‌گیرد.
ریه‌ها در حفره قفسه سینه واقع شده‌اند که توسط دنده‌ها محافظت می‌شوند. در قاعده ریه یک صفحه عضلانی به نام دیافراگم وجود دارد که قفسه سینه را از دستگاه گوارش جدا می‌کند. دیافراگم که عضله اصلی در فرایند تنفس است توسط سیستم عصبی سمپاتیک کنترل می‌شود.
ریه‌ها توسط یک لایه سروزی پوشیده شده‌اند که روی خود تاخورده است و یک پرده دو جداری تشکیل می‌دهد که یک لایه آن روی ریه و یک لایه آن سطح داخلی قفسه سینه را در بر می‌گیرد که به آن پرده جنب می‌گویند. حدفاصل بین این دو لایه توسط یک مایع به نام مایع جنب که باعث لغزندگی و نرم شدن حرکات می‌شود پر شده‌است.

## ساختار
راه هوایی به دو قسمت فوقانی و تحتانی تقسیم‌بندی شده‌است:
- راه هوایی فوقانی شامل بینی، مجرای بینی، سینوسهای اطراف بینی، حلق و بخشی از حنجره که بالاتر از تارهای صوتی قرار دارد می‌شود.
- راه هوایی تحتانی شامل بخشی از حنجره که پایین‌تر از تارهای صوتی قرار می‌گیرد، نای، نایژه و نایژک‌ها می‌شود. ریه‌ها را می‌توان در همین قسمت طبقه‌بندی کرد یا به شکل مجزا به همراه برونشیل‌های تنفسی، مجاری آلوئول، کیسه‌های آلوئول و آلوئول در نظر گرفت.

همچنین در یک تقسیم‌بندی دیگر راه هوایی را می‌توان به دو بخش انتقال دهنده و تنفسی تقسیم‌بندی کرد. منطقه انتقال دهنده هوا و گازهای تنفسی را به بخش تنفسی منتقل می‌کند و در بخس تنفسی تبادل گازهای تنفسی صورت می‌گیرد.
- بخش انتقال دهنده شامل ساختارهای خارج از ریه مانند بینی، حلق، حنجره و تراشه و ساختارهای داخل ریه که در تبادل گازهای تنفسی نقش ندارند مانند برونش و برونشیول‌ها و برونشیول‌های انتهایی می‌شود. این بخش هوا را که فیلتر، گرم و مرطوب شده به بخش تنفسی منتقل می‌کند.
- بخش تنفسی شامل برونشیول تنفسی، مجاری آلوئول و آلوئول‌ها است. در این بخش، تبادل اکسیژن و دی‌اکسید کربن با خون صورت می‌گیرد. برونشیول‌های تنفسی و مجاری آلوئولار ۱۰ درصد از تبادل گاز را انجام می‌دهند و ۹۰ درصد باقی تبادل گاز در آلوئول‌ها انجام می‌گیرد. بعد از برونش‌ها، لوله‌های انتقال هوا تا رسیدن به آلوئول‌ها تقریباً ۲۰ تا ۲۳ بار تقسیم می‌شوند.

### راه هوایی فوقانی
طبق تعاریف مختلف راه هوایی فوقانی، معمولاً به قسمتی از دستگاه تنفسی که بالاتر از زاویه جناغ سینه یا بالاتر از تارهای صوتی یا بالاتر از غضروف کریکوئید قرار دارد گفته می‌شود. گاهی اوقات حنجره هم در تقسیم‌بندی راه هوایی فوقانی و هم در تقسیم‌بندی راه هوایی تحتانی قرار می‌گیرد.

### راه هوایی تحتانی
این قسمت از راه هوایی شامل نای، نایژه و نایژک‌ها و ریه که خود شامل برونشیل‌های تنفسی، مجاری آلوئول، کیسه‌های آلوئول و آلوئول می‌باشد. این قسمت از راه هوای به درخت تنفسی هم مشهور است.
- تراشه یا نای
برونش یا نایژه
برونشیول یا نایژک
نایژک انتهایی
نایژک تنفسی
مجاری آلوئول
کیسه‌های آلوئول
آلوئول

بزرگترین مجرای تنفسی در انسان تراشه یا نای است که از تعدادی غضروف حلقوی تشکیل شده‌است، همچنین ریه‌ها بزرگترین عضو دستگاه تنفسی تحتانی هستند که توسط پرده جنب در داخل قفسه سینه احاطه شده‌اند. پرده جنب یک غشای دو لایه است که لایه بیرونی آن به سطح داخلی قفسه سینه چسبیده و لایه داخلی آن به سطح خارجی ریه متصل است. این لایه مقداری کمی مایع ترشح می‌کند که باعث لغزندگی و حرکت آزاد ریه در داخل قفسه سینه می‌شود.
ریه‌ها به لوب‌های مختلف تقسیم می‌شوند. ریه راست از ریه چپ بزرگتر است و علت این تفاوت سایز وجود قلب در سمت چپ قفسه سینه است.
ریه راست سه لوب دارد که به نامهای لوبهای فوقانی، میانی و تحتانی شناخته می‌شود در حالی که ریه چپ دارای دو لوب بوده که به نامهای لوب فوقانی و تحتانی شناخته می‌شود. علاوه بر این هر لوب به بخش‌های کوچکتری که با نام برونکوپولموناری (به انگلیسی: Bronchopulmonary) تقسیم شده‌است. هر کدام از ریه‌ها دارای چند سطح هستند، سطح خارجی که در مجاورت سطح داخلی قفسه سینه بوده و توسط پرده جنب احاطه شده‌است. سطح تحتانی که در مجاورت دیافراگم قرار دارد و سطح داخلی که در مرکز ریه قرار دارد و در برابر قلب و عروق بزرگ و کارینا قرار دارد.
آلوئول‌ها کیسه‌های نازکی در ریه هستند که تبادل گازهای تنفسی در آن‌ها انجام می‌شود، تعداد این کیسه‌ها به‌طور میانگین برابر با ۴۸۰ میلیون می‌باشد. زمانی که دیافراگم منقبض می‌شود در قفسه سینه فشار منفی ایجاد می‌شود در نتیجه هوا برای پر کردن حفره قفسه سینه وارد ریه می‌شود. در ادامه هوا وارد آلوئول‌ها می‌شود، تمام آلوئول‌ها از مویرگ پوشیده شده‌است، در این هنگام گلبول‌های قرمز اکسیژن را جذب می‌کنند و دی‌اکسیدکربن را رها می‌کنند. در نهایت با پایان یافتن انقباض دیافراگم، فشار منفی ایجاد شده در قفسه سینه از بین رفته و قفسه سینه به حالت اول برمی‌گردد و هوا از ریه خارج می‌شود.

### میکروآناتومی

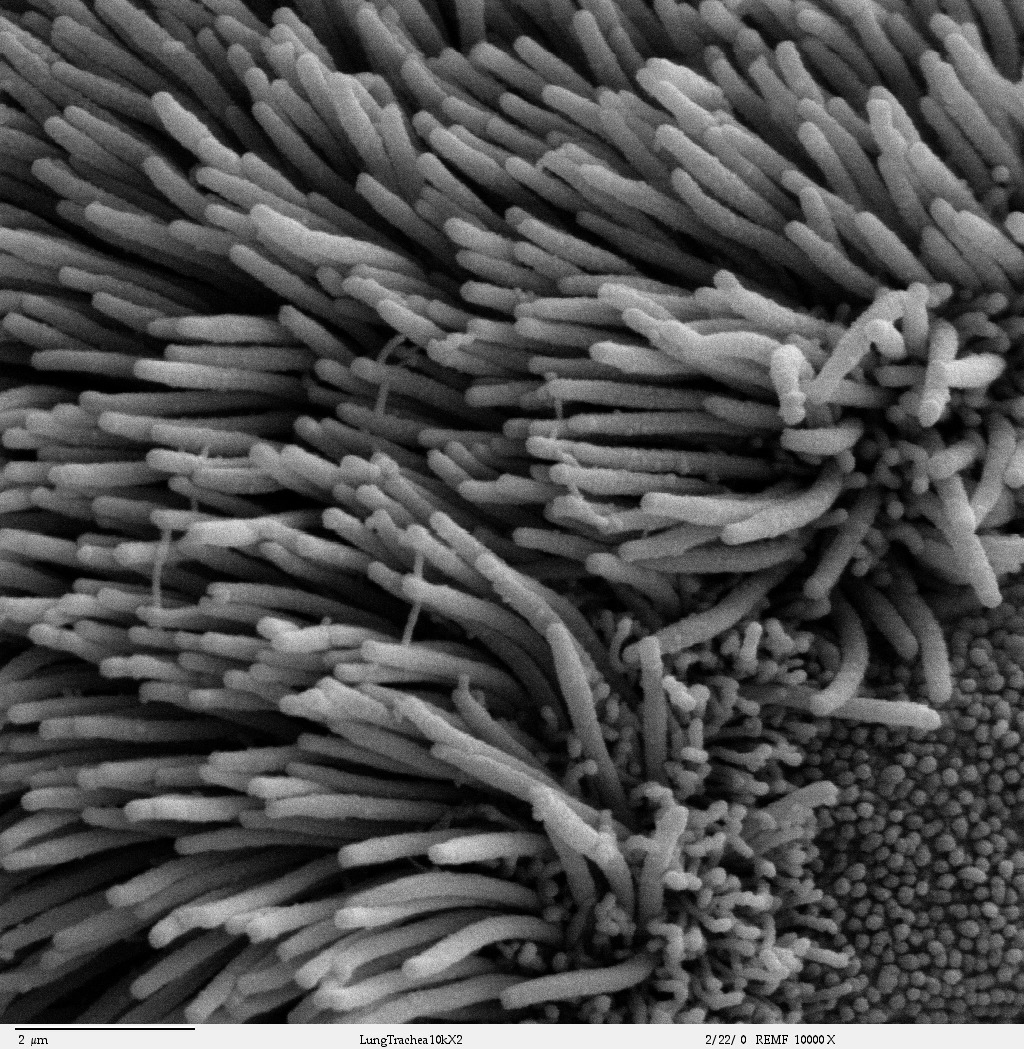
مژکهای اپیتلیوم تنفسی

جدار داخلی دستگاه تنفسی از اپیتلیوم خاصی پوشیده شده‌است. ترشحات راه هوایی توسط سلول‌هایی به نام گابلت ایجاد می‌شود، علاوه بر این عضلات صاف و غضروف هم در راه هوایی وجود دارد. بیشتر بافت اپیتلیوم راه هوایی از بینی تا برونش از نوعی خاص از سلول به نام بافت‌پوششی‌مطبق‌کاذب پوشیده شده‌است که به نام اپیتلیوم تنفسی شناخته می‌شود. این نوع بافت دارای مژک بوده که این مژکها به صورت هماهنگ به سمت بالا حرکت کرده و ترشحات را به سمت حلق برده تا در نهایت بلعیده شوند. سلول‌های اپیتلیوم در برونش‌ها شکل مکعبی دارند اما هنوز مژک دارند.
در قسمت فوقانی دستگاه تنفسی غدد زیادی وجود دارد اما همین‌طور که به سمت قسمت تحتانی راه هوایی حرکت کنیم از میزان آن‌ها کاسته می‌شوند و در قسمت برونشیول‌ها دیگر وجود ندارند. برای سلول‌های گابلت هم این قاعده وجود دارد اما در این سلول‌های در ابتدای برونشیول‌ها هنوز به صورت پراکنده وجود دارند.
غضروف‌ها در راه هوایی تا قبل از نایژک‌ها وجود دارند. در نای غضروف‌های C شکل از نوع غضروف شیشه‌ای (غضروف هیالین) وجود دارند در حالی که این غضروف‌ها در نایژه به شکل صفحه در می‌آیند. عضلات صاف از ابتدای تراشه آغاز می‌شوند و به غضروف‌های C شکل متصل می‌شوند و تا نایژه و نایژک‌ها ادامه پیدا می‌کند. در نایژه و نایژک‌ها به جای غضروف سخت، بافت منعطف وجود دارد.
ریه‌ها از ۱۳ نوع سلول مختلف تشکیل شده‌است که ۱۱ نوع آن سلول اپیتلیال بوده و ۲ نوع آن سلول‌های مزانشیمی هستند. سلول‌های اپیتلیال جدار نای و نایژه را را تشکیل می‌دهند در حالی که سلول‌های مزانشیمی ریه‌ها را تشکیل می‌دهند.

## عملکرد
بیشتر راه هوایی فقط برای این ایجاد شده که هوا را به ریه‌ها برساند. آلوئول‌ها تنها بخشی از ریه هستند که اکسیژن و دی‌اکسید کربن را با خون مبادله می‌کنند.

### تنفس
تنفس فرایند منظم نفس کشیدن است که در آن هوا توسط فرایند دم وارد ریه و آلوئول‌ها شده و در فرایند بازدم از ریه خارج می‌شود. زمانی که انسان شروع به نفس کشیدن می‌کند هوا وارد نای شده و از طریق نایژه‌ها وارد ریه می‌شود. دستگاه تنفس و راه هوایی توسط قفسه سینه، ستون فقرات و جناغ سینه محافظت می‌شود.
در ریه‌ها، اکسیژن از هوا استنشاق شده به خون منتقل می‌شود و در سراسر بدن گسترش می‌یابد. دی‌اکسید کرین که در خون وریدی وجود دارد، وارد ریه می‌شود و از طریق راه هوایی تحتانی و در پی آن راه هوایی فوقانی در فرایند بازدم از بدن خارج می‌شود و بدین ترتیب روند تنفس کامل می‌شود.
برخلاف نای و نایژه راه هوای فوقانی قابلیت انعطاف داشته و سازگار است. به این ترتیب باید در مقابل فشار منفی حاصل از انقباض دیافراگم و ورود هوا به ریه مقاومت کنند و ان کار را با انقباض منظم عضلات راه هوایی فوقانی مانند ماهیچه چانه‌ای‌زبانی و عضله استخوان لامی انجام می‌دهند.
عضله اصلی که باعث بازشدن ریه و ورود هوا به آن و همچنین انقباض ریه و خروج هوا از آن می‌شود، دیافراگم است و عضلات بین‌دنده‌ای بیرونی به این روند کمک می‌کنند.

### مقابله با عفونت
دستگاه تنفسی فوقانی سلول‌هایی به نام گابلت دارند که وظیفه ترشح مخاط را بر عهده دارند. این مخاط یک لایه را بر روی سطح راه هوایی تشکیل می‌دهد و در نهایت باعث تصفیه مواد زائد از این مسیر می‌شود. این مواد تصفیه شده به سمت بالا حرکت می‌کند یا بلعیده شده و وارد محیط بسیار اسیدی معده می‌شوند یا توسط فرد از طریق دهان دفع می‌شود.
سلولهای دستگاه تنفسی از موهای ریزی که مژک نامیده می‌شود پوشیده شده‌است. این مژکها به صورت منظم به سمت بالا حرکت کرده و مخاطی که جسم خارجی در آن گیر افتاده را به سمت حلق می‌رانند. علاوه بر این باعث تمیز و استریل ماندن دستگاه تنفسی تحتانی و جلوگیری از تجمع مخاط می‌شود. ماکروفاژها در آلوئول‌ها بخشی از سیستم ایمنی بدن هستند که باعث جذب و هضم هر عامل مضری که در هنگام استنشاق وارد ریه شده می‌شود.
وجود مو در بینی به دلیل نقش حفاظتی آن است که باعث گیرافتادن ذرات خارجی مانند گرد و غبار می‌شود.
رفلکس سرفه باعث بیرون افتادن تمام محرکهای که در غشای مخاطی به دام افتادند می‌شود. در راه‌هوایی عضلات حلقوی وجود دارد که به محض ورود یک عامل محرک منقبض می‌شوند و راه‌هوایی را مسدود می‌کنند.

## اهمیت بالینی

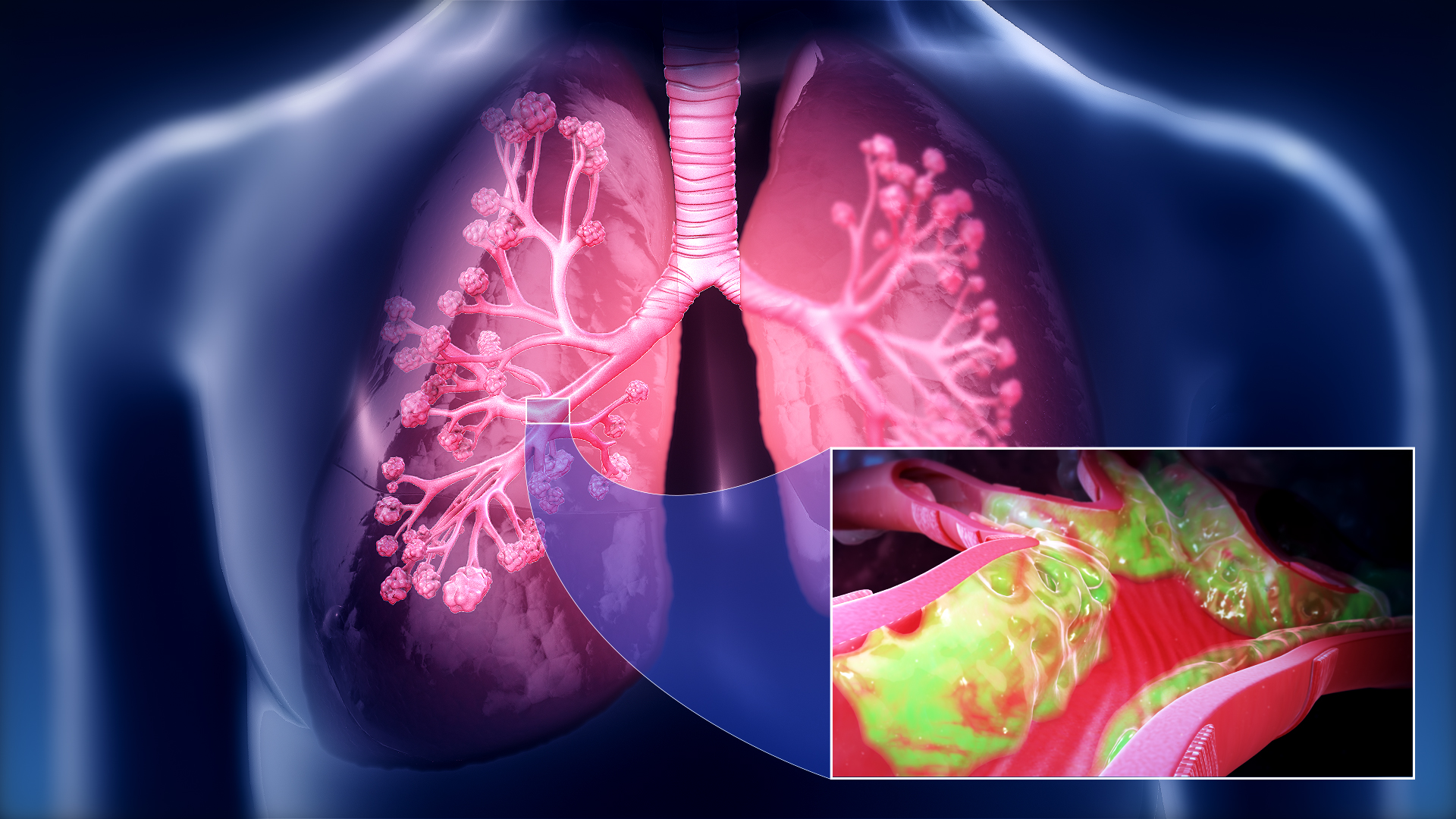
انیمیشن پزشکی سه‌بعدی همچنان نشان‌دهنده افزایش مخاط است که می‌تواند منجر به سرطان ریه یا بیماری مزمن انسدادی ریه شود.

راه‌هوایی مستعد بروز عفونت است.

### عفونت
عفونت دستگاه تنفسی فوقانی احتمالاً شایع‌ترین عفونت در جهان است. عفونت راه‌هوایی در نوزادان و افراد مسن به دلیل ضعیف بودن بیشتر محتمل است. بسیاری از این عفونتها کشنده هستند اما تحقیقات جدید و علم پزشکی درمان این نوع عفونت‌ها را امکان‌پذیر کرده‌است. برای درمان عفونت‌های باکتریایی آنتی‌بیوتیک تجویز می‌شود اما در مقابل درمان عفونتهای ویروسی سخت‌تر بوده اما امکان‌پذیر است.
سرماخوردگی و آنفلوانزا شایع‌ترین علت عفونت دستگاه تنفسی فوقانی است که می‌تواند باعث ایجاد بیماری‌های جدی‌تری شده و دستگاه تنفسی تحتانی را نیز درگیر کند، سینه‌پهلو شایعترین و پرتکرارترین عفونت دستگاه تنفسی تحتانی است. این عفونت می‌تواند باکتریایی، ویروسی یا قارچی داشته باشد.
پنومونی می‌تواند از طریق هوا منتقل شود بنابراین زمانی که فرد نفس می‌کشد عوامل بیماری‌زا از طریق هوا وارد سیستم تنفسی فرد می‌شوند و به سرعت در دستگاه تنفسی تحتانی رشد می‌کند و ریه‌ها را پر از مایع و مخاط می‌کند که این منجر به سختی تنفس و سرفه‌های زیاد می‌شود. این سرفه‌ها به دلیل تلاش بدن جهت خارج کردن مایع اضافی و مخاط ایجاد بروز می‌کند. اگر فرد مبتلا به سایر بیماری‌ها نظیر آسم، آنفلوانزا، بیماری قلبی یا سرطان باشد احتمال ابتلا به این عفونت‌ها بیشتر است.
برونشیت یکی دیگر از عفونت‌های راه‌هوایی است که دستگاه تنفسی تحتانی را درگیر می‌کند، این عفونت منجر به التهاب در راه‌هوایی می‌شود. برونشیت در دو شکل وجود دارد، برونشیت حاد که قابل درمان است یا بدون درمان بهبود پیدا می‌کند و برونشیت مزمن که شدید و ضعیف می‌شود و تأثیر خود را روی ریه می‌گذارد.
این بیماری موجب افزایش ترشحات راه‌هوایی می‌شود. برونشیت مزمن در بین افراد سیگاری شایع است زیرا مواد ناشی از سیگار کشیدن در ریه‌ها تجمع پیدا می‌کند که این مورد باعث شده ریه‌ها سخت‌تر کار کنند و برای بهبود خود تلاش بیشتری کنند.
سل یکی دیگر از بیماری‌های شایع در دستگاه تنفسی تحتانی است. این بیماری از طریق قطرات تنفسی از فرد بیمار به سایر افراد منتقل می‌شود. این عفونت منجر به تخریب بافت ریه می‌شود که باعث ایجاد سرفه خونی می‌شود، عدم درمان این بیماری منجر به مرگ می‌شود.

### سرطان ریه
علل برخی از سرطانها عوامل محیطی مانند سیگار است. وقتی که فرد دود ناشی از ترکیبات تنباکو را استنشاق می‌کند مژک‌های راه‌هوایی فلج می‌شود که این اتفاق سبب ورود ترشحات به ریه می‌شود. تکرار سیگار کشیدن موجب مرگ و از بین رفتن مژکها می‌شود و به این ترتیب توانایی فیلتر کردن راه‌هوایی از بین می‌رود. موادی که به دلیل سیگار کشیدن وارد ریه می‌شود بافت صورتی ریه را به رنگ سیاه تغییر می‌دهد. تجمع این مواد در ریه سبب سرطان ریه یا بیماری مزمن انسدادی ریه خواهد شد.

### بیماری مزمن انسدادی ریه
این بیماری یک بیماری شایع در دستگاه تنفسی تحتانی است که به دلیل قرار گرفتن فرد در معرض مواد شیمیایی خطرناک یا استفاده طولانی مدت از تنباکو ایجاد می‌شود. این بیماری به شکل مزمن و پیش‌رونده بوده و به شکل غیرقابل برگشت به بافت ریه آسیب می‌زند و سرانجام باعث مرگ فرد بیمار می‌شود.
این بیماری موجب تخریب آلوئول‌ها و در نهایت بافت ریه می‌شود که باعث سخت شدن تنفس می‌شود. تنفس فرد بیمار کوتاه شده و تعداد آن افزایش می‌یابد و حجم قفسه سینه افزایش می‌یابد. کاهش تعداد آلوئول‌ها موجب از دست دادن عرضه اکسیژن به ریه‌ها و افزایش تجمع دی‌اکسید کربن می‌شود.
بیماری مزمن انسدادی ریه به دو دسته تقسیم می‌شود: نوع اولیه و نوع ثانویه
نوع اولیه بیشتر در افراد جوان دیده می‌شود که در آن آلوئول‌ها از بین رفته و بافت ریه خراب می‌شود. نوع ثانویه در افراد بالغ مسن که سیگاری هستند یا سابقه کشیدن سیگار یا برونشیت دارند دیده می‌شود.
واژه‌های قدیمی برای بیماری مزمن انسدادی ریه آمفیزم و برونشیت مزمن است.

### آسم
برونش‌ها مسیر اصلی رسیدن هوا به ریه راست و ریه چپ هستند. راه هوایی هوا را که شامل اکسیژن می‌باشد به برونشیول‌ها در داخل ریه منتقل می‌کند. التهاب در برونش و برونشیول‌ها می‌تواند سبب تنگی راه‌هوایی و بروز حملات آسم شود. این بیماری سبب بروز خس‌خس، تنگی قفسه سینه و مشکلات شدید تنفس می‌شود. انواع متفاوتی از آسم وجود دارد که می‌تواند روی عملکرد برونش‌ها اثر بگذارد. حساسیت به یک ماده می‌تواند منجر به بروز یک واکنش آلرژیک شود که در نهایت باعث التهاب در راه‌هوایی و برونش‌ها می‌شود، در نتیجه عبور هوا از بین می‌رود یا کاملاً بسته می‌شود.